# Список втрат у боях за Охтирку
У статті наведено поіменні втрати в боях за Охтирку в лютому — квітні 2022.

## Україна

### Лютий
1. Лисенко Володимир Іванович, командир стрілецької роти 154-го окремого батальйону територіальної оборони 117 ОБрТрО (24 лютого)[1].
2. Дуберт Олег Григорович. Майор, військовослужбовець 91 окремого полку підтримки. 26 лютого.
3. Дерусова Інна Миколаївна, сержант, старший бойовий медик підрозділу 58 ОМПБр (26 лютого)[2].
4. Макайда Іван Вікторович, солдат 154-го окремого батальйону територіальної оборони (26 лютого, ракетний удар)[3].
5. Курочка Микола Олександрович, сержант 154-го окремого батальйону територіальної оборони 117 ОБрТрО (28 лютого)[4].
6. Ярмак Тимофій Михайлович, старший солдат 154-го окремого батальйону територіальної оборони (28 лютого)[5].
7. Місяць Андрій Васильович, капітан медичної служби, військовий лікар медроти 128 ОГШБр (28 лютого)[6].
8. Лейба Сергій Васильович, старший солдат, 91-й окремий полк оперативного забезпечення (26 лютого).

### Березень
1. Ворончук Роман Володимирович, головний сержант механізованого взводу (підрозділ — не уточнено), 15 березня[7].
2. Сушков Віктор Олександрович, старший лейтенант, командир взводу управління 1039-го окремого зенітного ракетного полку ППО (20 березня)[8].
3. Конвісар Олександр Миколайович, старший солдат 154-го окремого батальйону територіальної оборони (??? березня)[9].
4. Ляшенко Олександр Дмитрович, сержант 154-го окремого батальйону територіальної оборони (??? березня)[9].
5. Бабич Олег Степанович, сержант 154-го окремого батальйону територіальної оборони (??? березня)[9].
6. Шевельов Володимир Віталійович, солдат 154-го окремого батальйону територіальної оборони (??? березня)[9].
7. Сторожніченко Олег Григорович, солдат 154-го окремого батальйону територіальної оборони (??? березня)[9].
8. Гуртовий Олексій Сергійович, солдат 154-го окремого батальйону територіальної оборони (??? березня)[1].

## Росія

### Лютий
1. Афонін Андрій Михайлович, капітан, 96 ОРБр (24 лютого)[10].
2. Беляков Олександр Володимирович, сержант, водій-електрик, 96 ОРБр (24 лютого)[11].
3. Гаврилюк Володимир Костянтинович, прапорщик, пост спеціального зв'язку секретна частина, начальник секретної частини, 96 ОРБр (24 лютого)[12].
4. Ковелін Владислав Едуардович, старший прапорщик, 96 ОРБр (24 лютого)[13].
5. Литнєв Дмитро Олександрович, майор, 4-та танкова дивізія (24 лютого)[14][15].

### Березень
1. Мугурашев Асилжан Сергійович, прапорщик, 96 ОРБр (2 березня)[16].
2. Боталов Олександр Олександрович, рядовий розвідувальної роти 12 танкового полку (8 березня)[17].